# Rygene
Rykene este o localitate din comuna Arendal și Grimstad, provincia Aust-Agder, Norvegia, cu o suprafață de 0,72 km² și o populație de 696 locuitori (2013).